# Pireella cymbifolia
Pireella cymbifolia là một loài Rêu trong họ Pterobryaceae. Loài này được (Sull.) Cardot miêu tả khoa học đầu tiên năm 1913.